# Luis de Guindos
Luis de Guindos Jurado (Madrid, 16 januari 1960) is een Spaans econoom en een onafhankelijk politicus in de invloedssfeer van de partij PP. Hij studeerde economische wetenschappen aan het Colegio Universitario de Estudios Financieros. Sinds 2018 is De Guindos vicepresident van de Europese Centrale Bank. 

## Openbaar en privé
Vanaf 1986 ging hij in dienst op het planbureau van het ministerie van Economie en Financiën om er in 1987 adjunct-directeur-generaal te worden van het secretariaat-generaal van Handel. Kort daarop verliet hij de publieke sector om in de privé aan de slag te gaan. In 1996 met het aantreden van de Partito Popular van José María Aznar keerde hij terug om er secretaris-generaal te worden van het ministerie van Economie. In 2002 kreeg hij een post binnen de regering van Aznar en werd er staatssecretaris van Economie.
In 2004 kwam er een einde aan de regeerperiode van de PP en de Guindos vertrok terug naar de privésector. Hij was onder meer tot 2008 bij Lehman Brothers verantwoordelijk voor Spanje en Portugal. Na het faillissement ging hij aan de slag bij Nomura Securities en bij PriceWaterhouseCoopers

## Minister
Op 22 december 2011 trad hij aan als minister van Economie en Concurrentievermogen van Spanje in de regering van Mariano Rajoy, na de overwinning van de PP in de algemene verkiezingen van november 2011. Hij werd er minister midden een periode dat Spanje geplaagd werd door een economische, financiële, vastgoed- en bankencrisis.
Op 9 juni 2012 vroeg hij op een telefonische vergadering van de ministers van Financiën van de Eurozone hulp om de banksector te redden in Spanje. De steun moest wel rechtstreeks dienen om de banken te herkapitaliseren en niet geïnterpreteerd te worden als rechtstreekse steun aan Spanje. Madrid wilde vooral niet vergeleken worden met een land als Griekenland. De omvang van de lening werd niet vermeld maar volgens de voorzitter van de Eurozone Jean-Claude Juncker kon die eventueel oplopen tot € 100 miljard. Uiteindelijk zou Spanje gebruikmaken van 41,3 miljard aan steun.
- Biblioteca Nacional de España: XX961363
- Bibliothèque nationale de France: cb16178960w (data)
- Catàleg d'autoritats de noms i títols de Catalunya: 981058510998106706
- Gemeinsame Normdatei: 170104168
- International Standard Name Identifier: 0000 0001 1682 6550
- Library of Congress Control Number: n2010068653
- Système universitaire de documentation: 139700447
- Virtual International Authority File: 87953957
- WorldCat: E39PBJpDKTkPw8ydPF6KqHWRrq